# Miquel Bover Pons
Miguel Bover Pons (Palma, 14 de febrer de 1928 — 25 de gener de 1966) va ser un ciclista mallorquí que fou professional entre 1948 i 1962. Combinà el ciclisme en pista amb la carretera. Durant la seva carrera esportiva destaca una victòria d'etapa al Tour de França de 1956, sent l'únic ciclista mallorquí en guanyar una etapa del Tour de França.
Era fill del també ciclista Miquel Bover Salom, campió d'Espanya el 1920. Morí en un accident de cotxe quan el cotxe que conduïa fou envestit per un camió.

## Palmarès
- 1949
  - 1r al Trofeu Masferrer
- 1954
  - Vencedor d'una etapa a la Volta a Catalunya
  - Vencedor d'una etapa a la Volta a Mallorca
- 1956
  - 1r de la Volta a Andalusia i vencedor de tres etapes
  - 1r al Gran Premi Pascuas
  - 1r al Trofeu Jaumendreu
  - Vencedor de 2 etapes a la Bicicleta Basca
  - Vencedor d'una etapa al Tour de França
  - Vencedor d'una etapa a la Volta a Astúries
  - Vencedor d'una etapa a la Volta a Mallorca
- 1957
  - 1r al G.P. Martorell
  - Vencedor d'una etapa de la Volta a Andalusia
- 1958
  - Vencedor d'una etapa al Giro de Sardenya
  - Vencedor d'una etapa de la Volta a Llevant
- 1962
  - 1r als Sis dies de Madrid, junt a Miquel Poblet Orriols

### Resultats al Tour de França
- 1956. 74è de la classificació general. Vencedor d'una etapa
- 1958. 72è de la classificació general

### Resultats a la Volta a Espanya
- 1959. 40è de la classificació general